# Saint-Florent-le-Vieil
Saint-Florent-le-Vieil és un municipi francès, situat al departament del Maine i Loira i a la regió del País del Loira.

## Fills il·lustres
- Julien Gracq (1910 - 2007) escriptor

## Agermanaments i intercanvis
Aquest municipi està adherit a l'associació "Saint Florent de France" que agrup 7 municipis que tenen de nom Saint Florent:
- - Saint Florent sur Cher (Cher)
  - Saint Florent le Jeune (Loiret)
  - Saint Florent (Haute Corse)
  - Saint-Florent-sur-Auzonnet (Gard)
  - Saint Florent des Bois (Vendée)
  - Saint Florent (Deux Sèvres), antic municipi fusionat amb Niort el 1969.